# パトリス・ヴァーメット
パトリス・ヴァーメット（Patrice Vermette, 1970年 - ）は、カナダのプロダクションデザイナー、アートディレクターである。『DUNE/デューン 砂の惑星』（2021年）によりアカデミー美術賞を受賞した。

## 主なフィルモグラフィ
- C.R.A.Z.Y. (2005)
- 1981 (2009)
- ヴィクトリア女王 世紀の愛 The Young Victoria (2009)
- カフェ・ド・フロール Café de Flore (2011)
- プリズナーズ Prisoners (2013)
- 複製された男 Enemy (2013)
- ボーダーライン Sicario (2015)
- メッセージ Arrival (2016)

## 受賞とノミネート
| 賞           | 年   | 部門   | 作品名                    | 結果       |
| ------------ | ---- | ------ | ------------------------- | ---------- |
| アカデミー賞 | 2009 | 美術賞 | ヴィクトリア女王 世紀の愛 | ノミネート |
| アカデミー賞 | 2016 | 美術賞 | メッセージ                | ノミネート |
| アカデミー賞 | 2021 | 美術賞 | DUNE/デューン 砂の惑星    | 受賞       |